# Jesse & Festus
Jesse and Festus (también conocidos como The Dalton Boys) fue un tag team de lucha libre profesional compuesto por Ray Gordy y Drew Hankinson. Han sido conocidos por su trabajo en la World Wrestling Entertainment.

## Historia

### World Wrestling Enteirtanment (2007-2009)

#### Ohio Valley Wrestling
El 11 de mayo de 2007, en SmackDown!, una viñeta fue emitida sugiriendo que Ray Gordy iba a ser rebautizado Jesse Dalton como parte de un tag team con un gimmick hillbilly, junto al talento en desarrollo Drew Hankinson (antes conocido como Imposter Kane), que sería llamado Festus Dalton. El 2 de junio de 2007 The Dalton Boys fue eliminado por la WWE porque (kayfabe) se habían perdido de camino a la arena. Gordy y Hankinson fueron enviados a la OVW, donde Festus cambió su nombre a Justice Dalton, adoptando ambos un gimmick más tradicional.

#### 2007

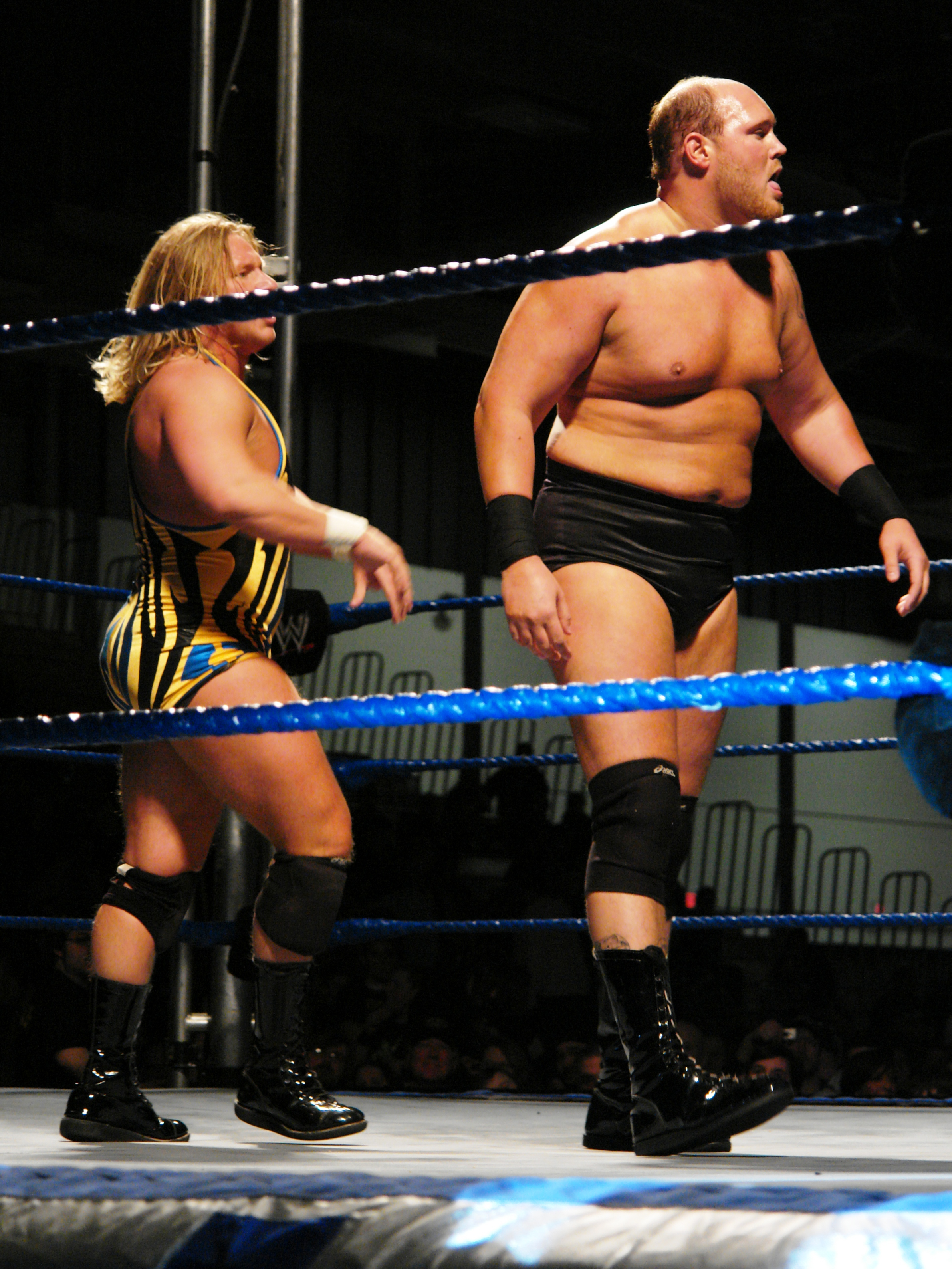
Jesse and Festus.

El 29 de junio de 2007 Jesse y Festus volvieron a la empresa, ya sin el apellido Dalton ni siendo presentados como hermanos, pero conservando el gimmick de antaño. Las viñetas que protagonizaban eran anunciadas como "Jesse and Festus on...", cada una sobre un tema diferente, con el mismo modo: Jesse hablando muy emocionado sobre el tema y Festus no diciendo nada, con su característica mirada vacía, y al terminar era señalado por Jesse, que decía "Ése, ese es el rostro de ..." diciendo el nombre del asunto. Al principio lucharon sobre todo en dark matches en SmackDown! y ECW. Su debut fue el 5 de octubre de 2007 en un combate contra Mike Tolar & Chad Collyder, combate en el que mostraron sus técnicas de grupo y que acabaron ganando después de que Festus cubriese a Tolar después de un gutbuster drop. También fue presentado en este combate el cambio de personalidad de Festus: cada vez que sonaba la campana se convertía en un luchador brutal, desquiciado, concentrado y agresivo, y que volvía a su personalidad corriente al sonar otra vez.
El 16 de octubre de 2007, Jesse y Festus debutaron en ECW como un intercambio de talentos entre Armando Estrada y Vickie Guerrero, los managers generales de SmackDown! y ECW en esos momentos. El dúo derrotó fácilmente a Nunzio & Elijah Burke en su primer combate en la marca. Más tarde, Jesse y Festus derrotaron a Deuce 'N Domino en Cyber Sunday, en un dark match.
El equipo sufrió su primera derrota el 8 de noviembre en SmackDown!, en un 10-man Tag Team Battle Royal Match para aspirar al WWE Tag Team Championship, contra Deuce 'n Domino (Deuce & Domino) (C/Cherry), The Major Brothers (Brett & Brian), Shannon Moore & Jimmy Wang Yang y Drew McIntyre & Dave Taylor. Festus, el luchador de mayor tamaño dentro del ring, y evidentemente la mayor amenaza, fue eliminado antes de tiempo en un esfuerzo conjunto de los demás equipos, y a consecuencia de ello Jesse fue eliminado también.
Su siguiente derrota fue contra los Campeones por Parejas de la WWE John Morrison & The Miz el 27 de noviembre de 2007. Entraron en un corto feudo con ellos, perdiendo de nuevo el 7 de diciembre de SmackDown!, pero ganando finalmente en un combate no titular el 16 de diciembre, en Armageddon.

#### 2008-2009
Después de un tiempo de descanso, se emitieron nuevos vídeos con Jesse hablando de una posible cura para Festus, quien había ido (kayfabe) a los mejores psiquiatras del mundo. El dúo regresó el 8 de febrero de 2008 en Smackdown, derrotando a Deuce 'n Domino. Festus no pareció haber cambiado, aparte de ser más agresivo que nunca. 
Su racha de victorias continúo, ya que derrotaron a los Campeones en Parejas de la WWE John Morrison & The Miz en otra ocasión. No obstante la racha acabó cuando perdieron un combate por el título el 21 de marzo y otro en Great American Bash, donde Curt Hawkins & Zack Ryder ganaron el título en una lucha donde estaban involucrados Morrison & The Miz y Finlay & Hornswoggle.
En un segmento de Smackdown del 12 de septiembre Jesse y Festus aparecieron vestidos con monos y cargando una carretilla con paquetes y cajas de suministros. Fue revelado que habían dejado atrás el gimmick de hillbilly y habían tomado otro llamado MyMoving Company, aprovechando que SmackDown! había sido transferido a MyNetwork TV. Después de un ataque de Kenny Dykstra el dúo procedió a empaquetarlo y se lo llevaron en el carro. Días después lo harían con Ryan Braddock y Carlito, al que atacaron en su segmento Carlito's Cabana, donde empaquetaron y se llevaron toda la cabaña. Luego retomaron sus antiguos gimmicks. Después, en Armageddon, perdieron contra John Morrison & The Miz.
El dúo se separó cuando Festus fue transferido a la marca RAW en el Suplemmentary Draft 2009. El 22 de abril de 2010, Ray Gordy fue liberado de su contrato por la WWE.

## En lucha

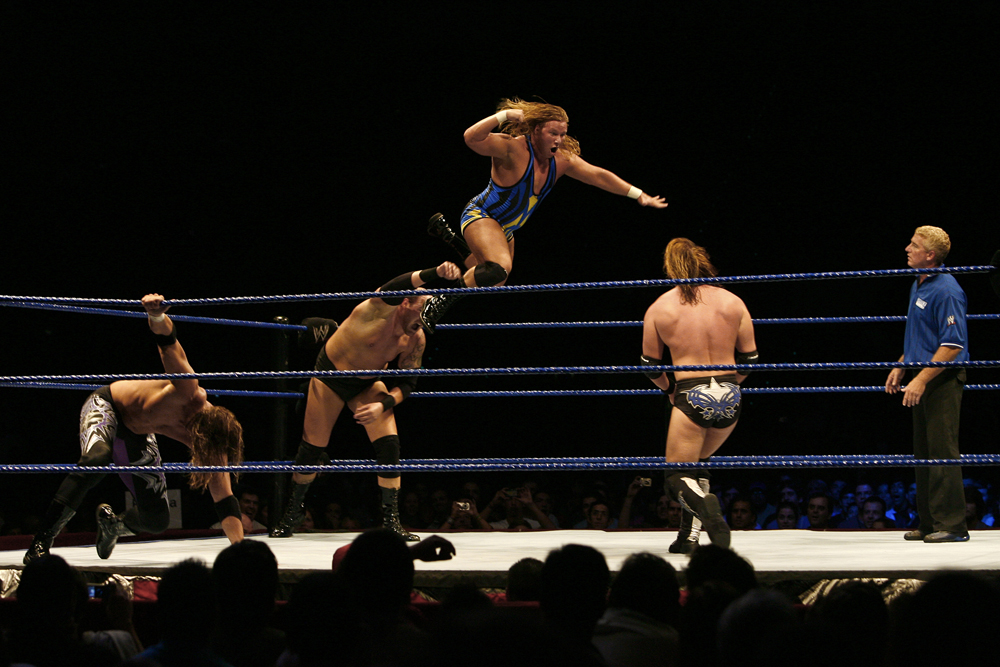
Jesse y Festus aplicando un Rocket Launcher a Curt Hawkins & Zack Ryder.

- Movimientos finales
  - Rocket Launcher[8] (Aided diving splash, a veces a un oponente de pie)

- Movimientos de firma
  - Scoop slam de Festus a Jesse lanzándolo contra el oponente en un aided senton[9]
  - Combinación de Irish whip de Jesse y lariat de Festus[10]